# ヴォロガセス2世
ヴォロガセス2世（Vologases II、? - 80年、在位：西暦78年 - 80年）は、アルサケス朝パルティアの王。
ヴォロガセス1世の息子として生まれ父王の跡を継いでパルティア王となったが、彼の治世についてはほぼ何も知られていない。叔父のパコルス2世はヴォロガセス2世に対抗してパルティアの王を主張しており、ヴォロガセス2世はパコルス2世との争いで敗れ、パコルス2世がパルティア王となった。